# Steile Lagerung (Plastik)

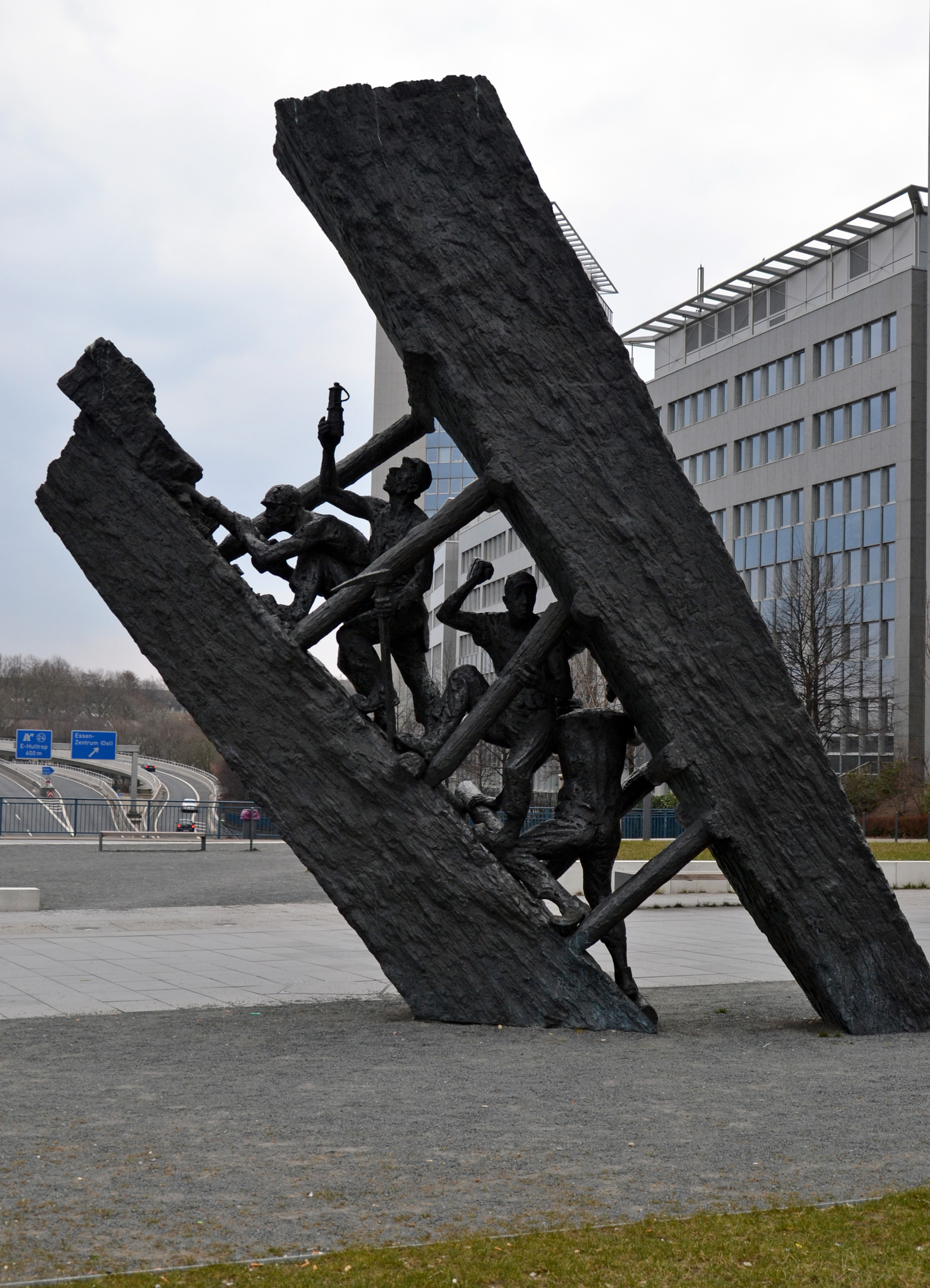
Die Steile Lagerung

Die Steile Lagerung in Essen ist ein Bergarbeiterdenkmal aus Bronzeguss, das an die für die Stadt Essen bedeutende Epoche des Steinkohlenbergbaus erinnert.

## Kunstwerk
1984 schrieb die Stadt einen Wettbewerb für ein Denkmal aus, das an die Geschichte Essens als zeitweise größte Bergbaustadt Europas erinnern sollte. Zwei Jahre später schloss mit der Zeche Zollverein die letzte Essener Zeche, die nach aufgegebenen Abrissplänen heute selbst zum Denkmal geworden ist. 

Den Wettbewerb gewann der Düsseldorfer Bildhauer Max Kratz, der 1985 seine Arbeit an der aus sechzig einzeln gegossenen Bronzeteilen zusammengesetzten Skulptur begann. Die Steile Lagerung wurde am 1. September 1989 mit der Widmung enthüllt:

„Zur Ehrung der Bergleute und ihrer schwierigen Arbeit unter Tage. Von Bürgern, Unternehmen des Reviers und der Stadt Essen“

 Die Bronzeskulptur zeigt eine Szene in einem Flöz, in dem Bergleute ihre schwere Arbeit mit Hammer und Pickel verrichten.

## Lage
Zunächst wurde, im April 1985, ein Modell der künftigen Skulptur aus Sperrholz zwecks Standortsuche über den Kennedyplatz gerollt. Der wurde jedoch nie zum Standort des Denkmals. Die Steile Lagerung befindet sich am Europaplatz südlich des Essener Hauptbahnhofs im Essener Südviertel. Der Platz war bis Ende 2017 als Teil der alten Freiheit bekannt. Aufgestellt wurde das Denkmal auf der Betonplatte über der Autobahn 40 und befindet sich damit in direktem Kontrast zu den Hochhäusern der heutigen Dienstleistungsstadt.